# Skisprungtechnik
Unter Skisprungtechnik versteht man die Art und Weise, wie ein Skispringer seinen Sprung ausführt. In der über 100-jährigen Geschichte des Skispringens gab es mehrere unterschiedliche Techniken für Anlauf, Absprung, Flughaltung und Landung. Durch die Änderung der Technik im Laufe der Jahre konnten immer größere Weiten erreicht werden.
Mit „Flugsystem“, vereinfachend auch „System“ genannt, wird meist in Sportkommentaren und -berichten (siehe) das Zusammenwirken der Sprungtechnik-Details in der Flugphase des Sprungs bezeichnet.

## Die Anfänge (1800–1860)

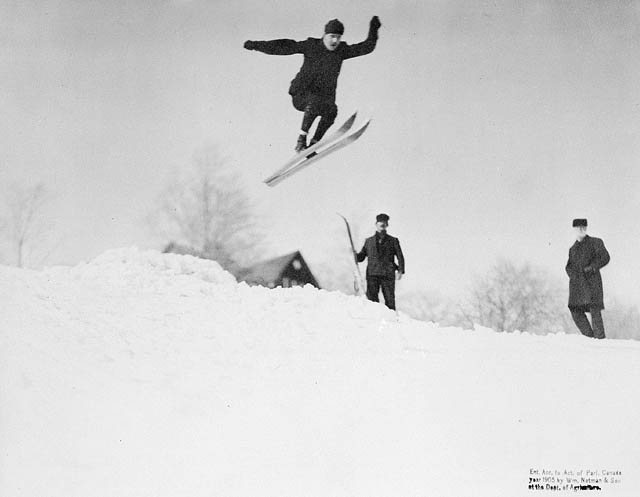
Optrakke-Stil mit angezogenen Beinen

Das Skispringen entwickelte sich Ende des 18. Jahrhunderts in der norwegischen Provinz Telemark aus der alpinen Abfahrt. In den Anfängen wurde hier über größere Schneehügel, schneebedeckte Holzhaufen und Scheunendächer gesprungen. Hierbei wurde der sogenannte „Optrakke-Stil“ verwendet. Bei diesem Stil nahmen die Skispringer etwa 15 Meter oberhalb des Absprungpunktes die Startposition ein. Beim Anlauf wurden die Knie gebeugt und der Oberkörper leicht nach vorne gebracht. Kurz vor Erreichen der Schanzentischkante wurde der Oberkörper aufgerichtet. Am Ende der Anlaufbahn ließ sich der Skispringer in die Höhe schleudern. Während der Flugphase wurden die Beine leicht angezogen, um den Sprung möglichst hoch wirken zu lassen. Mit diesem Stil konnten Weiten um 10 bis 20 Meter erreicht werden. Der erste nachweislich gemessene Sprung fand 1808 statt. Leutnant Olaf Rye gelang ein Sprung von 9,5 Metern über einen künstlich aufgeworfenen Schneehügel. 1860 erreichte der damals berühmteste Springer Sondre Norheim, ein Zimmermann und Skibauer aus dem Telemarker Dorf Morgedal, eine Weite von 30,5 Metern. Diese Weite wurde 33 Jahre lang nicht überboten.

## Weiterentwicklung in Norwegen (1860–1900)
Weil der Landungsdruck bei einem schrägen Aufsprungwinkel erheblich geringer ist, wurde die Aufsprungzone von der Ebene in den Hang verlegt. Diesen neuen Gegebenheiten wurde auch der Sprungstil angepasst. Es bildete sich der so genannte „Sta-rak-Stil“ (sta-rak = aufrecht stehen). Hierbei wurde aufrecht, fast kerzengerade gesprungen. Dies sah eleganter aus und gab daher hohe Haltungsnoten, die damals wesentlich wichtiger waren als die Weitenpunkte. Die einzige Gemeinsamkeit mit dem Optrakke-Stil war das krampfhafte Rudern mit den Armen, um die Balance zu halten. Ein mitgeführter Balancestock erwies sich als eher hinderlich und verlor an Bedeutung. 1883 war es Torju Torjussen, der nach einem Sprung im Sta-rak-Stil die Telemarklandung einführte, die bis heute hohe Wertungsnoten gibt. Im Auslauf brachte sich der Springer mit einem abschließenden Telemarkschwung oder einer Scherenstellung der Skier endgültig zum Stehen.
Auf Grund höherer Haltungsnoten entwickelte sich der „Truppe-ned-Stil“ (Spitzen tief). Dieser ähnelte dem Sta-rak-Stil, jedoch wurden die Skier hierbei parallel zum Hang geführt, das heißt, die Skispitzen zeigten nach unten. Das damit verbundene Senken der Skispitzen wirkte sich allerdings erheblich auf die Sprungweite aus, da der erhöhte Luftwiderstand den Springer merklich bremste und ihm somit Schwung nahm.

## Weiterentwicklung außerhalb Norwegens (1900–1930)

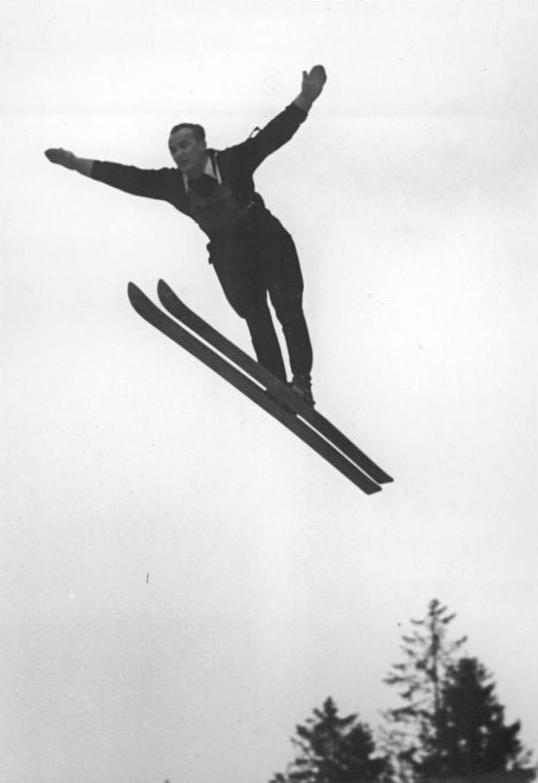
Vorlagenstil 1951

Gegen Ende des 19. Jahrhunderts wanderten viele norwegische Skispringer in die USA aus, da sie hier mit Skispringen Geld verdienen konnten. Während in Norwegen die Ästhetik, also die Haltungsnoten, im Vordergrund standen, war das Publikum in den USA eher an großen Weiten und spektakulären Sprüngen als an einem schönen Stil interessiert. Zwischen 1900 und 1930 wurden alleine 12 der 20 aufgestellten Weitenweltrekorde von norwegischen Springern in Nordamerika aufgestellt. Daher kamen die meisten Weiterentwicklungen in den folgenden Jahren aus den USA. Hier wurden immer größere Sprunganlagen gebaut, was sich nicht nur auf die Weiten, sondern auch auf die Anfahrtsgeschwindigkeit und den damit verbundenen Luftwiderstand auswirkte. Daher musste der Sprungstil erneut angepasst werden. Es setzte sich ab 1912 der „Vorlagen-Stil“ durch. Bei diesem Stil wurde in der Flugphase der Oberkörper in den Hüften nach vorne gebeugt, um so den Luftwiderstand zu verringern. Erstmals Erfolg mit dem neuen Stil hatte Jacob Tullin Thams, der die Konkurrenz bei seinem überlegenen Olympiasieg 1924 in Chamonix deutlich deklassierte. Es wurde aber immer noch mit den Armen während des Fluges gerudert.
In den 30er Jahren war der Norweger Birger Ruud einer der besten Skispringer, was sich an zahlreichen Titeln (Olympiasieg 1932 und 1936, dreifacher Weltmeister zwischen 1931 und 1937) zeigte. Er sprang den sogenannten Kongsberg-Stil. Dieser Sprungstil zeichnete sich durch einen extrem starken Hüftknick aus und wurde von Jacob Tullin Thams sowie Ruuds älterem Bruder Sigmund entwickelt.
Eine weitere Variante des Vorlagen-Stils benutzte Sepp Bradl, der 1936 in Planica als erster die 100-Metermarke erreichte. Statt zu rudern, streckte er seine Arme nach vorne.

## Wissenschaft und der Fisch-Stil (1950–1986)

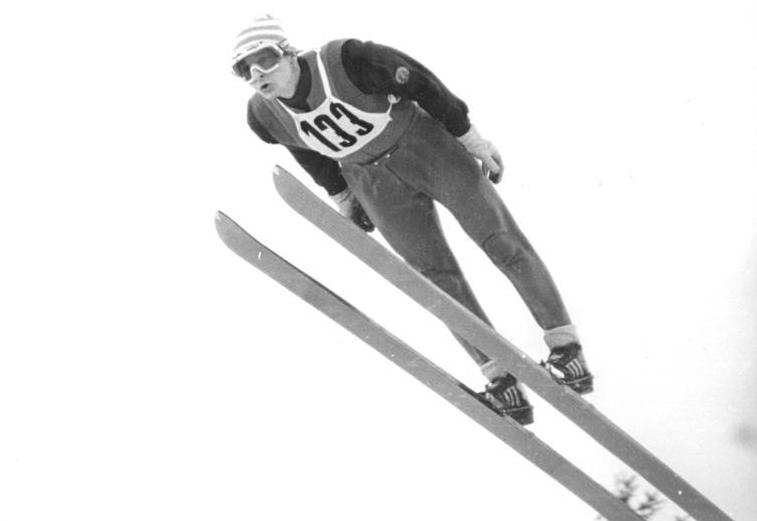
Fisch-Stil 1973

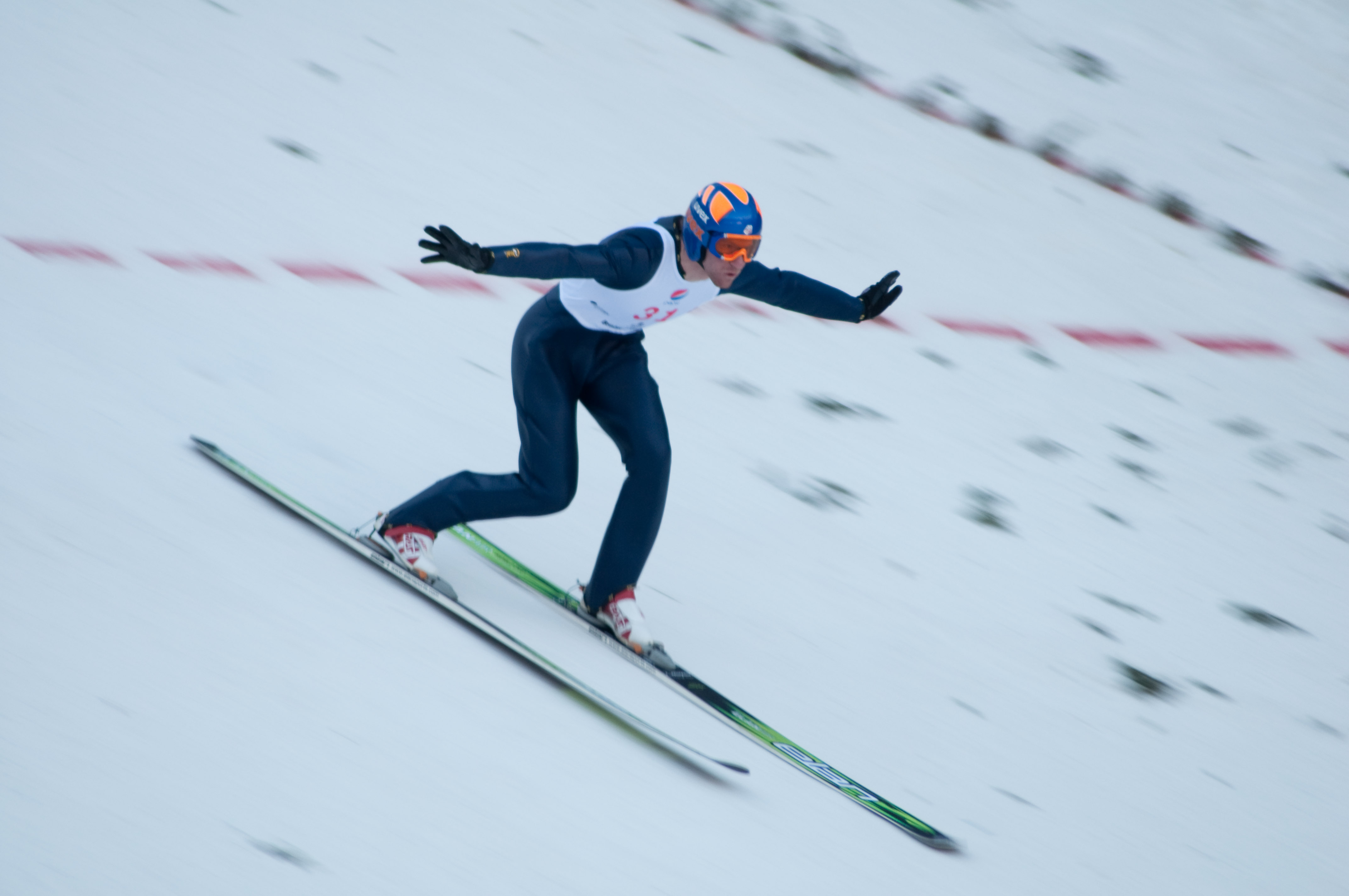
Telemarklandung

Dr. Reinhard Straumann, ein Schweizer Flugzeugingenieur und selbst ehemaliger Skispringer, erkannte als erster bereits 1924 an den Sprüngen von Thams den entscheidenden Einfluss der Luft als tragendem Faktor. Daher beschäftigte er sich ab 1926 erstmals wissenschaftlich mit dem Skispringen und untersuchte die Beziehung von Geschwindigkeit, Technik, Körperhaltung und Schanzenprofilen. Er führte hierzu Messungen bei Sprungveranstaltungen durch und experimentierte mit Springerpuppen im Windkanal der Universität Göttingen. Er veröffentlichte 1926/27 seine Theorie über die aerodynamisch günstigste Körperhaltung. Er kam zu der Erkenntnis, dass der Springer die besten Weiten erzielen kann, wenn er eine Flughaltung annimmt, die dem aerodynamischen Prinzip von Flugzeugtragflächen nachempfunden ist. Seine Theorie wurde jedoch erst 20 Jahre später praktisch umgesetzt. In den 1940er Jahren studierte er diesen theoretisch entwickelten Stil mit einigen Springern ein. Die Technik variierte dabei im Ausprägungsgrad der Körpervorstreckung und ging teilweise in eine fast gestreckte Flughaltung über. Weiter instruierte er die Springer nach dem Absprung die Arme ganz ruhig an den Körper zu legen und die Hände neben die kaum noch geknickten Hüften wie Flossen zum Steuern des Fluges zu benutzen. Diese Technik wurde zunächst als Däscher-Stil bezeichnet. Später wurde sie, wegen der Körperhaltung, auch Tropfen-Stil oder Fisch-Stil genannt. Eine weitere Bezeichnung ist Finnischer Stil, da der neue Stil von Straumann zu einer Domäne einiger junger finnischer Springer wurde. Ab 1953, bei der ersten Vierschanzentournee, etablierte sich dieser Stil, jedoch wurde bis in die 1960er Jahre weiterhin von einigen Springern die Variante mit ausgestreckten Armen bevorzugt. Im Zusammenhang mit dem Ende der 1980er Jahre entstandenen V-Stil wird der Fisch-Stil heute meistens wegen der parallelen Skihaltung als Parallel-Stil bezeichnet. Bis in die 1980er Jahre hinein dominierte, mit leichten Variationen, die nach vorne gestreckte Flughaltung mit paralleler Skiführung. Besonders zu erwähnen sind hier drei Skispringer: Toni Innauer, Matti Nykänen und Jens Weißflog. Toni Innauer sprang 1976 bei der Oberstdorfer Skiflugwoche einen so perfekten Fisch-Stil, dass er fünfmal die beste Haltungsnote 20 erhielt. Matti Nykänen und Jens Weißflog dominierten die 1980er Jahre und lieferten sich oft spannende Zweikämpfe um die Siege.
Eine weitere Neuerung der späten 1980er Jahren ist die Einführung des sogenannten Happle-Balkens, von welchem sich der Skispringer auf den Anlauf begibt. Erstmals bei Olympischen Spielen fand er 1988 Anwendung. In Sarajevo 1984 startete man noch aus den Luken.

### Anlauftechnik
Eine weitere Neuentwicklung fand 1975 in der DDR statt. Hier entdeckten Techniker, dass es beim Anlauf aerodynamisch günstiger ist, die Arme nach hinten zu nehmen, anstatt wie bisher nach vorne. Diese Anlaufhaltung setzte sich sehr schnell durch.

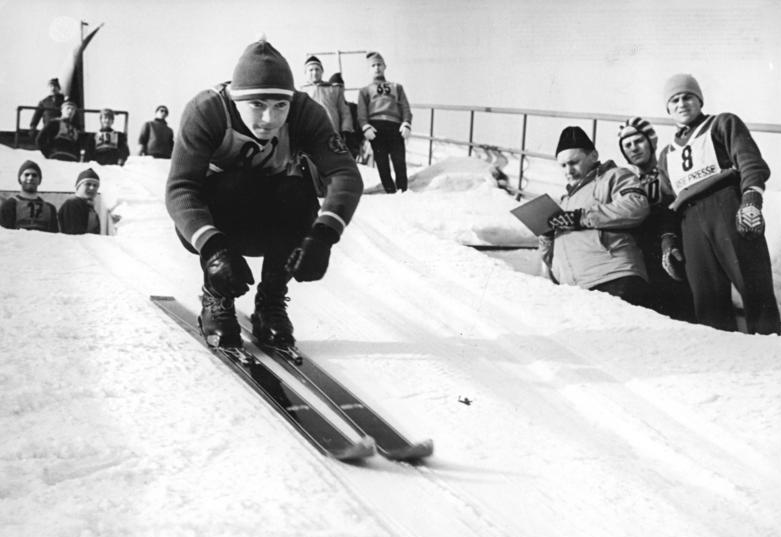
Herkömmliche Anlaufhaltung
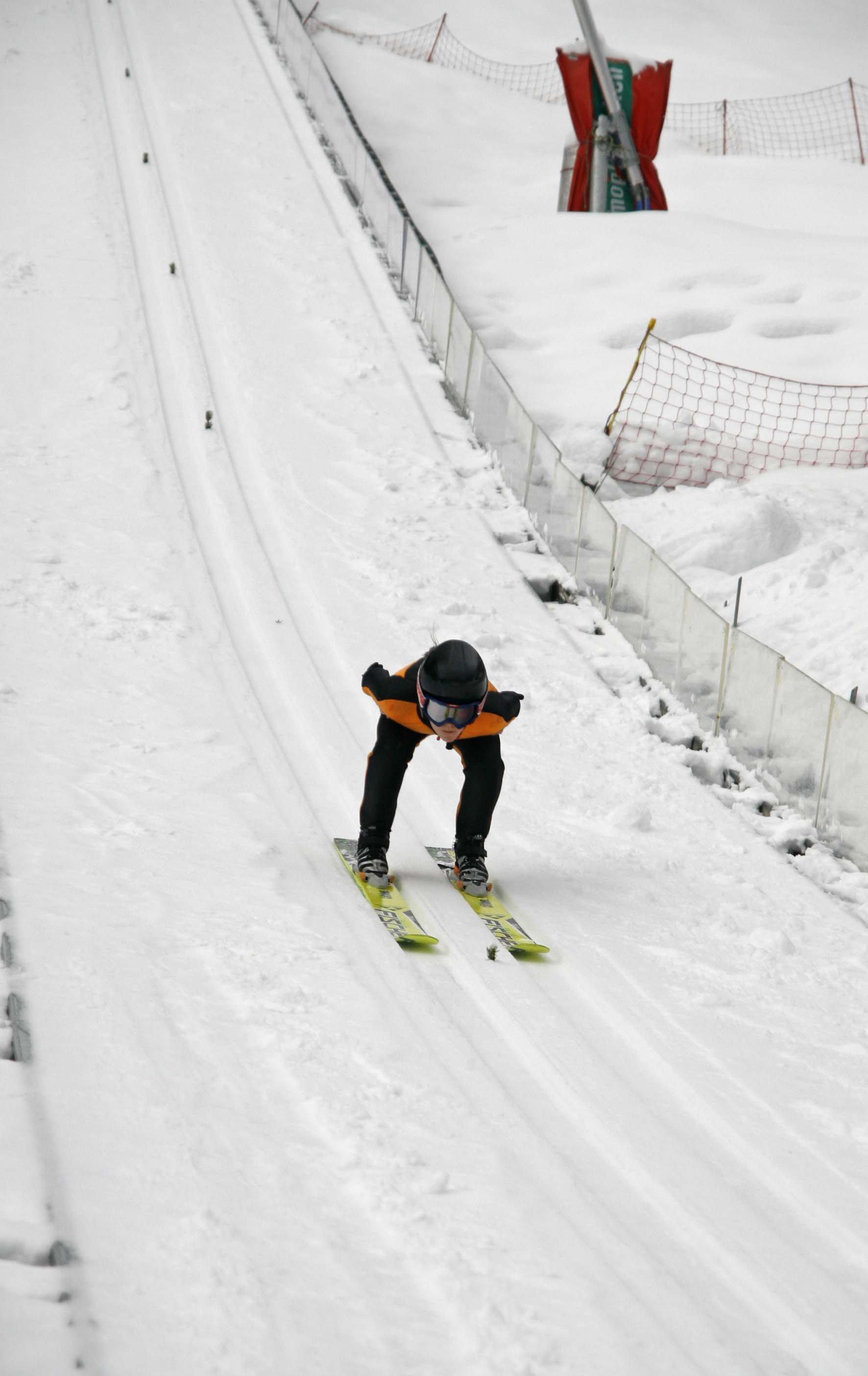
Moderne Anlaufhocke

## Entwicklung des V-Stils (ab 1986)

### Die Anfänge – Jan Boklöv (1986–1990)
Jan Boklöv, ein bis dahin fast unbekannter schwedischer Skispringer, der eher wenig Erfolg hatte (45. im Weltcup 1986/87 mit 12 Punkten), sollte Ende der 1980er Jahre das Skispringen revolutionieren. Eher durch Zufall erkannte er im Jahr 1986 den Vorteil einer geänderten Beinhaltung: Um bei einem missglückten Trainingssprung einen Sturz zu vermeiden, nahm er die Beine auseinander und sprang dadurch noch drei bis fünf Meter weit, bis er schließlich sicher landete. Nach dieser Beobachtung begann er diesen Stil, der damals noch „Froschstil“ oder auch Boklöv-Schere genannt wurde, zu trainieren. Eine vergleichbare Technik hatte seit 1969 bereits der Pole Mirosław Graf angewandt und war damit auch beim Weltcup-Springen in Zakopane 1980 gestartet. Graf erzielte mehrfach große Weiten, erhielt jedoch regelmäßig schlechte Haltungsnoten, sodass sich seine Technik zunächst nicht durchsetzte.
Boklöv sprang vermutlich bei der Vierschanzentournee in der Saison 1986/87 das erste Mal mit dem neuen, ungewöhnlichen Stil. Die Variante stieß auch in seinem Fall auf Ablehnung, da er den ästhetischen Ansprüchen nicht genügte. Vor allem die Norweger, darunter der Präsident des Skisprungkomitees Torbjørn Yggeseth, wehrten sich gegen den neuen Stil des Schweden, daher bekam er für diesen Stilbruch hohe Abzüge bei den Haltungsnoten (statt 19 oder 19,5 Punkte nur 14 oder 15 Punkte). Diese Abzüge konnte er nicht immer durch die größeren Weiten kompensieren, was sich an den Ergebnissen aus der Saison 1986/87 und 1987/88 zeigt (1986/87 beste Platzierung 10. in Innsbruck, 1987/88 zwar zwei 2. Plätze in Lahti, jedoch auch mehrfach nicht unter den besten 30, Gesamtergebnis Platz 10 im Weltcup mit 64 Punkten).
In der Saison 1988/89 gelang ihm jedoch der endgültige Durchbruch mit seinem neuen Stil. Beim zweiten Weltcupspringen der Saison in Lake Placid siegte er das erste Mal. Er gewann in dieser Saison insgesamt fünf Weltcupspringen und war 18 Mal unter den ersten zehn Springern, was den Weltcup-Gesamtsieg bedeutete. Nach dieser Saison war klar, dass der neue Stil, der mittlerweile V-Stil genannt wurde, konkurrenzfähig zum klassischen Stil mit paralleler Skiführung war. Bereits in der nächsten Saison begannen einige Springer mit der Umstellung auf den neuen Stil. Dies sorgte für Diskussionen in Springer-, Trainer- und Funktionärskreisen. Nachteil dieses Stils waren weiterhin die hohen Abzüge bei den Haltungsnoten. Jan Boklöv konnte in den folgenden Jahren nicht mehr von seiner „Erfindung“ profitieren. So belegte er am Ende der Saison 1989/90 Platz 14 mit 80 Weltcuppunkten. Nur zu Beginn dieser Saison war er noch unter den Top Ten zu finden. Gegen Ende der Saison schaffte er oftmals keinen zweiten Durchgang. In der darauffolgenden Saison wurde er noch 50. im Gesamtweltcup.
Bereits Anfang der 80er Jahre sprang der kanadische Springer Steve Collins einen „umgekehrten V-Stil“. Dieser Stil glich einem „Schneepflug-Stemmbogen“. Trotz der hohen Punktabzüge bei der Haltung wurde er 1980 so Juniorenweltmeister.

### Die Umstellungsphase (ab 1990)

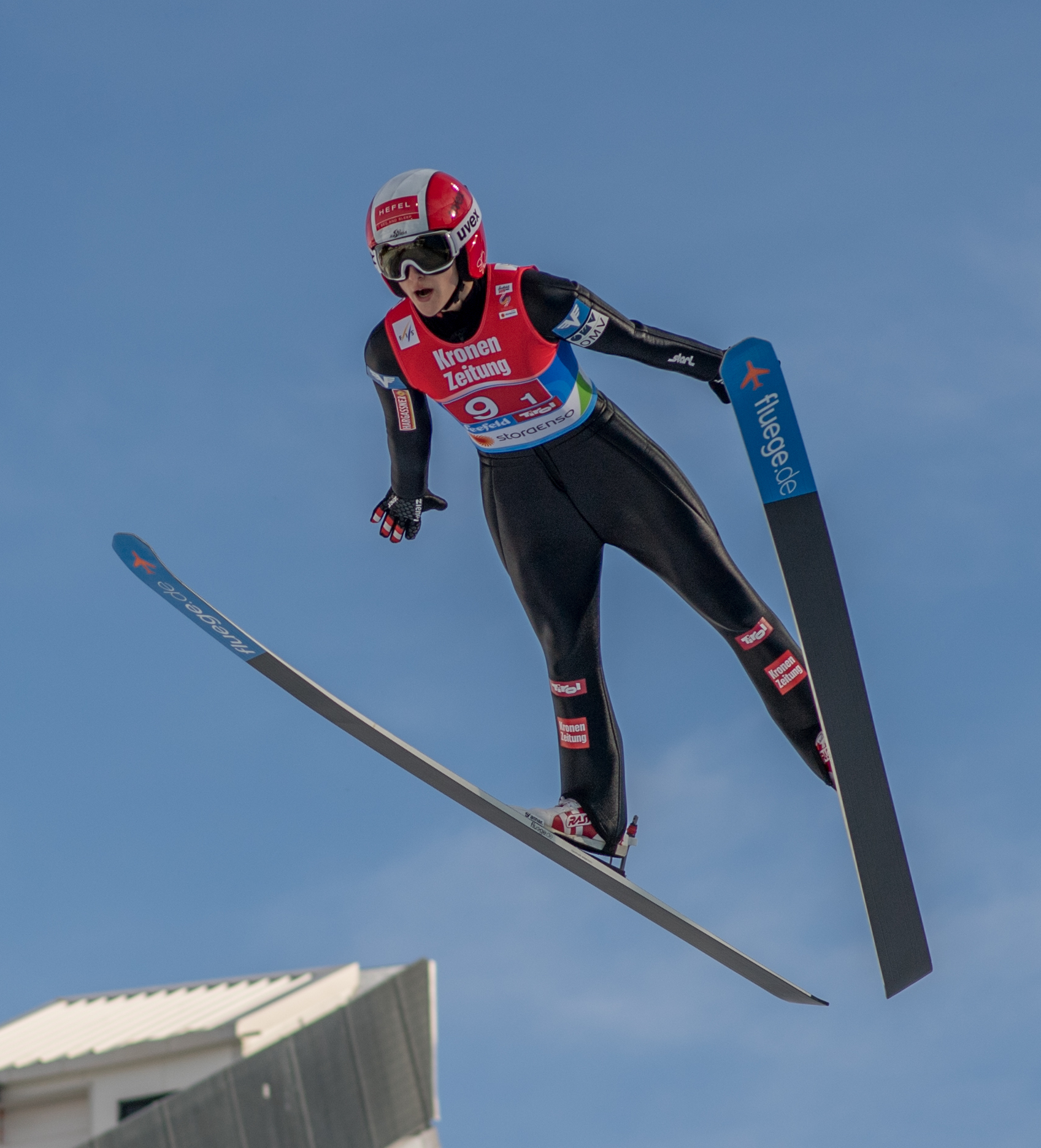
V-Stil

Für die meisten etablierten Springer war die Umstellung auf den V-Stil schwierig, für viele führte der Durchbruch der neuen Technik zur Beendigung ihrer Karriere. Es gab nur acht Springer, die mit beiden Stilen gewonnen haben. Ernst Vettori war der erste Springer, dem dies gelang. Er gewann am 2. Dezember 1991 in Thunder Bay sein erstes von insgesamt zwei Springen im V-Stil. Das beste Ergebnis von diesen acht Springern hat Jens Weißflog aufzuweisen. Ihm gelangen nach der Umstellung noch elf Siege. Dieter Thoma gewann immerhin noch fünfmal im V-Stil. Die weiteren Springer, die in beiden Stilen gewonnen haben, sind der Italiener Roberto Cecon, die Österreicher Andreas Felder (vier Siege), Heinz Kuttin und Stefan Horngacher und der Finne Ari-Pekka Nikkola. Felder (* 1962), Vettori und Jens Weißflog (beide * 1964) gehörten bei der Umstellung bereits zu den älteren Skispringern, die übrigen waren damals erst Anfang 20. Alle anderen Springer, die später im V-Stil gewannen, haben vorher nie im Parallelstil gewonnen, oder lernten schon vor ihrem Weltcupdebüt um. Am 24. März 1991 gewann mit Ralph Gebstedt in Planica letztmals ein Athlet mit der Paralleltechnik einen Weltcup-Wettbewerb.
Dass der V-Stil eine Revolution im Skispringen hervorgerufen hat, zeigen die folgenden Beispiele:

#### Stephan Zünd
Einer der ersten Springer, die sich relativ schnell auf den neuen Stil umstellten, war der junge Schweizer Skispringer Stephan Zünd, der 1990 sein Debüt im Weltcup gab.
1989 war Stephan Zünd noch im Europacup unterwegs, als ihm beim Neujahrsspringen in Garmisch-Partenkirchen der ungewöhnliche Scherenstil von Jan Boklöv auffiel. Im darauffolgenden Sommer begann er mit Juniorentrainer Robert Rathmayr die Umstellung auf den V-Stil. Zünd war einer der ersten Stilisten unter den V-Springern mit einem sehr guten Fluggefühl und einer sicheren Technikbeherrschung.
In der ersten Weltcupsaison 1990 landete er bereits nach einigen Springen auf Platz 8 und später sogar auf Platz 3. Dies bedeutete den 21. Platz im Gesamtweltcup. Die darauffolgenden Jahre waren die erfolgreichsten für Stephan Zünd. Er belegte Platz 3 und 5 im Gesamtweltcup. Als danach seine Leistungen nachließen, begann Stephan Zünd radikal sein Gewicht zu verringern. Nach dem Ende seiner Karriere machte er öffentlich auf diese neue, durch den V-Stil hervorgerufene Problematik beim Skispringen aufmerksam. Seine Kritik war zum Teil Auslöser der Regeländerung, die 2004 den Body-Mass-Index als Maß für die Skilängen brachte.

#### Toni Nieminen
Das wohl beste Einzelbeispiel für einen Skispringer, der durch den neuen V-Stil profitierte, ist der Finne Toni Nieminen. Der damals erst 16-Jährige begann im Sommer 1991 damit, seinen Sprungstil umzustellen, und dominierte anschließend die Saison 1991/1992. Am 1. Dezember 1991 gewann er, damals international noch völlig unbekannt, das erste Weltcupspringen der Saison in Thunder Bay. In dieser Saison gewann er insgesamt acht Weltcupspringen und ging als Top-Favorit zu den Olympischen Spielen in Albertville. Dort gewann er Gold von der Großschanze und führte das finnische Team zum Sieg. Ein weiterer Erfolg war der Gesamtsieg in der Vier-Schanzen-Tournee. Nach dieser Saison ließen seine Leistungen nach. Dies lag zum einen an Gewichts- und Wachstumsproblemen, aber auch daran, dass durch seine Erfolge nun fast die gesamte Weltspitze den neuen V-Stil übernahm. Ein Überraschungserfolg gelang Toni Nieminen noch, als er am 17. März 1994 in Planica als erster Springer einen Sprung über 200 m stand (vorher war Andreas Goldberger bei 202 m schlecht gelandet).

#### Team Österreich
Die erste Nationalmannschaft, die frühzeitig komplett auf den V-Stil umstellte, war die österreichische. Nach den Erfolgen von Jan Boklöv 1989/90 beauftragte der österreichische Trainer Toni Innauer Dr. Wolfram Müller vom Institut für Medizinische Physik und Biophysik in Graz damit, die Vor- und Nachteile des V-Stils zu untersuchen. Da diese Untersuchungen ergaben, dass die Springer durch den neuen V-Stil 26 bis 28 Prozent mehr Auftrieb erhalten, was größere Weiten bedeutete, stellte Innauer vor dem Winter 1991/92 seine komplette Mannschaft um. Auch etablierte Springer wie Andreas Felder, Ernst Vettori und Heinz Kuttin mussten umlernen. Daraufhin dominierte die österreichische Mannschaft die Saison, was sich an 5 von 7 möglichen olympischen Medaillen und den Platzierungen der Springer zeigte (Rathmayr und Felder Platz 2 und 3 im Weltcup, Höllwarth und Rathmayr Platz 2 und 3 bei der Vier-Schanzen-Tournee, fünf Österreicher in den Top Ten des Gesamtweltcups, nur Toni Nieminen war besser). Begünstigt wurde dies jedoch auch dadurch, dass man sich vor der Saison geeinigt hatte, nur noch 0,5 statt bisher übliche 1,5 Punkte für einen Sprung im V-Stil abzuziehen.

#### Team Japan
Nach den großen Erfolgen der Österreicher in der Saison 1991/92 war der Siegeszug des V-Stils nicht mehr aufzuhalten. Nun stellten auch die übrigen Nationen nach und nach ihren Sprungstil um. Der japanische Sprungverband legte fest, dass bei den Olympischen Spielen 1992 in Albertville ausschließlich im V-Stil gesprungen wird. Noriaki Kasai, der sich noch kurz zuvor gegen eine Umstellung gewehrt hatte, stand Ende Februar erstmals auf dem Treppchen und beendete die Saison mit der bis dahin besten Serie eines japanischen Springers. Kazuyoshi Funaki stellte sich erst im Sommer 1992 um. In der Saison 1992/93 stabilisierte er seinen Stil und wurde am Ende japanischer Vizemeister in seiner Altersklasse (damals noch nicht im Weltcup). In der Saison 1994/95 schrieb er Skisprunggeschichte, als er bei seinem ersten Weltcupspringen mit dem V-Stil gewann. Am darauffolgenden Tag wurde er Sechster. Die erste Modifikation des V-Stils erfolgte 1992 in Albertville ebenfalls durch die Japaner. Takanobu Okabe war einer der ersten Springer, der den so genannten „flachen V-Stil“ ausführte. Dieser Stil zeichnet sich durch ein weiter geöffnetes „V“ und eine extreme Körpervorlage aus. Windkanaluntersuchungen bestätigten, dass diese Lage aerodynamisch günstiger ist. Jedoch verhinderte die FIS noch im selben Jahr diesen extremen Sprungstil durch eine Reglementierung der Bindungsposition. Später wurde der extreme V-Stil durch Springer wie Jakub Janda wieder angewendet.

#### Team Deutschland
Die deutschen Springer stellten sich erst sehr spät um. Einer der ersten war Christof Duffner, der noch 1990 den V-Stil erlernte und sich infolgedessen für die Olympischen Spiele qualifizierte. Zu diesem Zeitpunkt sprangen Dieter Thoma und Jens Weißflog noch den alten Stil und waren daher in Albertville chancenlos. Nach den Erfolgen der Österreicher und anderer Springer erkannten schließlich auch sie, dass eine Umstellung unausweichlich war und trainierten vor der Saison 1992/93 den neuen V-Stil ein. Obwohl ihnen diese Umstellung erst sehr schwerfiel, errangen beide später noch Erfolge im neuen Stil (Olympiasieg Weißflog, Podestplätze für Thoma bei Olympia, WM und der Tournee).

### Vorteile und Nachteile des V-Stils
Durch die V-Haltung fliegen die Springer aufgrund des größeren Luftwiderstands deutlich langsamer, als wenn sie die Ski eng geschlossen vor dem Körper halten. Gleichzeitig erzielen sie mehr Auftrieb. Dadurch gleiten die Springer ähnlich wie ein Base-Jumper mit Wingsuit in einem flacheren Winkel ins Tal.
Der V-Stil brachte aber auch Probleme mit sich. Die Springer flogen mit der neuen Technik nur noch vier Meter hoch über den Hang und wesentlich weiter. Hätte man die Aufsprunghänge nicht angepasst, so wären die Springer reihenweise über den kritischen Punkt hinaus gesprungen, was zu einem höheren Aufsprungdruck und damit höheren Verletzungsrisiko geführt hätte. Die Sprunghügel wurden also umgebaut und so der flacheren, aber längeren Flugbahn, angepasst. Weiterhin wurde durch Verringerung der Schanzentischneigung die Flugbahn angepasst.
Es traten aber weitere Probleme auf. So beobachtete man zum Beispiel in der Saison 1993/94 zehn Fälle von plötzlich auftretenden Vorwärtsrotationen im Flug. Dies hatte zur Folge, dass viele Springer, darunter auch sehr gute wie Andreas Goldberger und Werner Rathmayr, stürzten. Deshalb wurde Wolfram Müller, der schon vorher physikalische Untersuchungen für Anton Innauer und die Österreicher durchgeführt hatte, damit beauftragt, diesen Phänomenen auf den Grund zu gehen. Es wurden umfangreiche Messreihen im Windkanal unternommen und die Flüge vieler Springer genau untersucht. Es zeigte sich, dass die höheren Auftriebskräfte in Kombination mit nach hinten versetzten Bindungen zu instabilen Fluglagen führen. Wolfram Müller schlug also vor, die Vorderskilänge zu reglementieren (siehe auch „flacher V-Stil“ im Abschnitt „Team Japan“). Die Folge dieser Regeländerung war, dass in der folgenden Saison nur ein Sturz verzeichnet wurde.
Weitere Untersuchungen, zum Beispiel an einem Andreas-Goldberger-Modell oder einem 76er Anton-Innauer-Modell, zeigten, dass heute beim Skispringen die Luftkräfte, die auf einen Springer einwirken, bis zu 80 % größer sind als zu Innauers Zeiten. Damit hat heute die Bedeutung der Flugphase wesentlich zugenommen. Der kräftige Absprung ist nicht mehr der dominante Faktor für große Weiten. Die Kunst des Absprungs liegt heute darin, möglichst schnell in eine aerodynamisch günstige Position für den Flug zu kommen und hierbei möglichst viel Geschwindigkeit vom Anlauf mitzunehmen. Ein weiterer wichtiger Faktor ist das Gewicht des Springers. Bereits 1 kg weniger bringen 1 bis 2 Meter Sprungweite mehr. Deshalb waren die Springer gegen Ende der 1990er Jahre allesamt leicht (Christof Duffner 60 kg bei 182 cm; Andreas Goldberger 56 kg bei 170 cm). Durch viele Diskussionen über Gewichtsprobleme bei den Skispringern (Magersucht) wird seit 2004 durch den Body-Mass-Index die Skilänge geregelt. Dies führte dazu, dass viele Springer deutlich hätten an Gewicht zulegen müssen, um die maximalen Skilängen springen zu dürfen. Die praktische Wirksamkeit dieser Schutzregel ist umstritten, da Skiverkürzungen durch ein niedriges Körpergewicht und die moderne Sprungausrüstung potentiell ausgeglichen werden können.

### Weiterentwicklung der Technik
Seit etwa 2017 gilt ein sogenannter H-Stil als vorteilhaft, bei dem die hinteren Enden der Ski während des Fluges einen deutlich größeren Abstand voneinander haben als bei dem ursprünglichen V-Stil.